# Liste der Nummer-eins-Hits in den USA (2021)
Dies ist eine Liste der Nummer-eins-Hits in den USA im Jahr 2021. Die Spitzenreiter der US-Hot-100-Singlecharts und der Top-200-Albumcharts werden vom Magazin Billboard veröffentlicht. Erst zum vierten Mal in der Geschichte der Charts war die Nummer-eins-Single der Jahrescharts kein regulärer Nummer-eins-Hit in den Wochencharts.

## Singles
| ← 2020 ← | Liste der Nummer-eins-Hits in den USA | Liste der Nummer-eins-Hits in den USA      | Liste der Nummer-eins-Hits in den USA | 2022 → |
| \| Zeitraum \| Wo. ges. \| Interpret \| Titel Autor(en) \| Zusätzliche Informationen \| \| (Zeitraum, Wochen auf Platz eins, Interpret, Titel, Autor[en], zusätzliche Informationen) \| \| \| \| \| \| ----------------------------------------------------------------------------------------- \| -------- \| ------------------------------------------ \| --------------------------------------------------------------------------------------------------------------------------------------------------------------------- \| ------------------------------------------------------------------------------------------------------------------------------------------------------------------------------------------------------------------------------------------------------------------------------------------------------------------------------------------------------------------------------------------------------------------------------------------------------------------------------------------------------------------- \| \| 27. Dezember 2020 – 2. Januar 2021 1 Woche (insgesamt 17) \| 17 \| Mariah Carey \| All I Want for Christmas Is You Walter N. Afanasieff, Mariah Carey \| – \| \| 3. Januar 2021 – 16. Januar 2021 2 Wochen (insgesamt 8) \| 8 \| 24kGoldn feat. Iann Dior \| Mood Keegan C. Bach, Omer Fedi, Golden Landis von Jones, Michael Olmo, Blake Slatkin \| – \| \| 17. Januar 2021 – 13. März 2021 8 Wochen \| 8 \| Olivia Rodrigo \| Drivers License Daniel Leonard Nigro, Olivia Rodrigo \| – \| \| 14. März 2021 – 20. März 2021 1 Woche \| 1 \| Drake \| What’s Next Maneesh Bidaye, Jonathan DeMario Priester, Aubrey Graham \| Für Drake ist es bereits der achte Nummer-eins-Hit in den USA. \| \| 21. März 2021 – 27. März 2021 1 Woche \| 1 \| Cardi B \| Up Belcalis Almanzar, Jorden Thorpe, James Deon Steed, Joshua Baker, Edis Selmani \| Für Cardi B ist es bereits der fünfte Nummer-eins-Hit in den USA. \| \| 28. März 2021 – 3. April 2021 1 Woche \| 1 \| Justin Bieber feat. Daniel Caesar & Giveon \| Peaches Justin Bieber, Ashton Simmonds, Giveon Evans, Andrew Watt, Louis Bell, Bernard "Harv" Harvey, Luis Martinez Jr. \| Für Justin Bieber ist es bereits der siebte Nummer-eins-Hit in den USA. Zudem ist er der erste männliche Solokünstler und der dritte Interpret überhaupt, dem es gelang, in derselben Woche mit einer Single und einem Album direkt auf Platz 1 einzusteigen. Daniel Caesar und Giveon stehen jeweils zum ersten Mal an der Spitze der Charts.[1] \| \| 4. April 2021 – 10. April 2021 1 Woche \| 1 \| Lil Nas X \| Montero (Call Me by Your Name) Montero Hill, Denzel Baptiste, David Biral, Omer Fedi, Rosario Lenzo \| Für Lil Nas X ist es bereits der zweite Nummer-eins-Hit in den USA. \| \| 11. April 2021 – 17. April 2021 1 Woche (insgesamt 2) \| 2 \| Silk Sonic \| Leave the Door Open Bruno Mars, Brandon Anderson, Dernst Emile II, Christopher Brody Brown \| Für Bruno Mars ist Leave the Door Open bereits die achte Nummer-eins-Single, für seinen musikalischen Partner Anderson Paak die erste.[2] \| \| 18. April 2021 – 1. Mai 2021 2 Wochen \| 2 \| Polo G \| Rapstar Taurus Bartlett, Einer Bankz, Synco \| – \| \| 2. Mai 2021 – 15. Mai 2021 2 Wochen \| 2 \| The Weeknd & Ariana Grande \| Save Your Tears (Remix) Abel Tesfaye, Ahmad Balshe, Jason Quenneville, Max Martin, Oscar Holter, Ariana Grande \| Sowohl für The Weeknd als auch für Ariana Grande ist es bereits der sechste Nummer-eins-Hit in den USA. \| \| 16. Mai 2021 – 22. Mai 2021 1 Woche (insgesamt 2) \| 2 \| Silk Sonic \| Leave the Door Open Bruno Mars, Brandon Anderson, Dernst Emile II, Christopher Brody Brown \| – \| \| 23. Mai 2021 – 29. Mai 2021 1 Woche \| 1 \| Olivia Rodrigo \| Good 4 U Olivia Rodrigo, Dan Nigro \| Für Olivia Rodrigo ist es bereits der zweite Nummer-eins-Hit in den USA sowohl im Jahre 2021 als auch insgesamt. \| \| 30. Mai 2021 – 17. Juli 2021 7 Wochen (insgesamt 10) \| 10 \| BTS \| Butter Jenna Andrews, Rob Grimaldi, Stephen Kirk, RM, Alex Bilowitz, Sebastian Garcia, Ron Perry \| Für BTS ist es bereits der vierte Nummer-eins-Hit in den USA. Mit zehn Wochen an der Chartspitze ist Butter in dieser Hinsicht der erfolgreichste Nummer-eins-Hit des Jahres. \| \| 18. Juli 2021 – 24. Juli 2021 1 Woche \| 1 \| BTS \| Permission to Dance Ed Sheeran, Johnny McDaid, Steve Mac, Jenna Andrews \| Für BTS ist es bereits der fünfte Nummer-eins-Hit in den USA sowie der zweite im Jahre 2021. Dadurch, dass die Boyband mit Permission to Dance den mehrwöchigen Nummer-eins-Lauf ihrer eigenen Single Butter unterbrach, wurde sie zum ersten Interpreten der Geschichte, der sich in aufeinanderfolgenden Wochen wiederholt selbst von der Spitzenposition ablöste. \| \| 25. Juli 2021 – 7. August 2021 2 Wochen (insgesamt 10) \| 10 \| BTS \| Butter Jenna Andrews, Rob Grimaldi, Stephen Kirk, RM, Alex Bilowitz, Sebastian Garcia, Ron Perry \| – \| \| 8. August 2021 – 4. September 2021 4 Wochen (insgesamt 7) \| 7 \| The Kid Laroi & Justin Bieber \| Stay Charlton Kenneth Jeffrey Howard, Justin Drew Bieber, Blake Slatkin, Charlie Puth, Magnus August Høiberg, Michael Mulé, Isaac De Boni, Omer Fedi, Subhaan Rahmaan \| Für Justin Bieber ist es bereits der achte Nummer-eins-Hit in den USA sowie der zweite im Jahre 2021. The Kid Laroi steht zum ersten Mal an der Spitze der amerikanischen Charts. \| \| 5. September 2021 – 11. September 2021 1 Woche (insgesamt 10) \| 10 \| BTS \| Butter Jenna Andrews, Rob Grimaldi, Stephen Kirk, RM, Alex Bilowitz, Sebastian Garcia, Ron Perry \| – \| \| 12. September 2021 – 18. September 2021 1 Woche \| 1 \| Drake feat. Future & Young Thug \| Way 2 Sexy Aubrey Graham, Nayvadius Wilburn, Jeffery Williams, Bryan Simmons, Lesidney Ragland, Fred Fairbrass, Richard Fairbrass, Robert Manzoli \| Für Drake ist es bereits der neunte Nummer-eins-Hit in den USA sowie der zweite im Jahre 2021. Young Thug steht zum dritten Mal insgesamt an der Spitze; Future landet zum ersten Mal auf Platz eins. \| \| 19. September 2021 – 2. Oktober 2021 2 Wochen (insgesamt 7) \| 7 \| The Kid Laroi & Justin Bieber \| Stay Charlton Kenneth Jeffrey Howard, Justin Drew Bieber, Blake Slatkin, Charlie Puth, Magnus August Høiberg, Michael Mulé, Isaac De Boni, Omer Fedi, Subhaan Rahmaan \| – \| \| 3. Oktober 2021 – 9. Oktober 2021 1 Woche \| 1 \| Coldplay & BTS \| My Universe Guy Berryman, Jonny Buckland, Will Champion, Chris Martin, Max Martin, Oscar Holter, Bill Rahko, Suga, J-Hope, RM \| Für BTS ist es bereits der sechste Nummer-eins-Hit in den USA sowie der dritte im Jahre 2021. Coldplay stehen zum zweiten Mal insgesamt an der Spitze der Charts. \| \| 10. Oktober 2021 – 16. Oktober 2021 1 Woche (insgesamt 7) \| 7 \| The Kid Laroi & Justin Bieber \| Stay Charlton Kenneth Jeffrey Howard, Justin Drew Bieber, Blake Slatkin, Charlie Puth, Magnus August Høiberg, Michael Mulé, Isaac De Boni, Omer Fedi, Subhaan Rahmaan \| – \| \| 17. Oktober 2021 – 23. Oktober 2021 1 Woche \| 1 \| Lil Nas X & Jack Harlow \| Industry Baby Montero Hill, Jackman Harlow, Mark Williams, Raul Cubina, Roy Lenzo, Denzel Baptiste, David Biral, Kanye West, Nick Lee \| Für Lil Nas X ist es bereits der dritte Nummer-eins-Hit in den USA sowie der zweite im Jahre 2021. Jack Harlow steht zum ersten Mal an der Spitze der Charts. \| \| 24. Oktober 2021 – 20. November 2021 4 Wochen (insgesamt 10) \| 10 \| Adele \| Easy on Me Gregory Allen Kurstin, Adele Laurie Blue Adkins \| Für Adele ist es bereits der fünfte Nummer-eins-Hit in den USA. Zudem wurde sie zum ersten Interpreten, der sowohl zwei Singles als auch zwei Alben mindestens zehn Wochen an der Spitze der Charts halten konnte. \| \| 21. November 2021 – 27. November 2021 1 Woche \| 1 \| Taylor Swift \| All Too Well (Taylor’s Version) Taylor Alison Swift, Liz Rose \| Während All Too Well in seiner 2012 erschienenen Originalversion nur Platz 80 der Billboard Hot 100 erreichte, wurde die Neuaufnahme der bereits achte Nummer-eins-Hit für Taylor Swift in den USA. Mit einer Dauer von 10:13 Minuten in der für die Platzierung hauptsächlich verantwortlichen Langfassung ist sie der längste US-Spitzenreiter aller Zeiten. Zudem gelang es Swift als erstem Interpreten der Geschichte dreimal, in derselben Woche mit einem Song und einem Album auf Platz 1 zu debütieren.[3] \| \| 28. November 2021 – 18. Dezember 2021 3 Wochen (insgesamt 10) \| 10 \| Adele \| Easy on Me Gregory Allen Kurstin, Adele Laurie Blue Adkins \| – \| \| 19. Dezember 2021 – 8. Januar 2022 3 Wochen (insgesamt 17) \| 17 \| Mariah Carey \| All I Want for Christmas Is You Walter N. Afanasieff, Mariah Carey \| – \| |                                       |                                            | | |
| ← 2020 |                                       |                                            | | → 2022 → |
| Zeitraum | Wo. ges.                              | Interpret                                  | Titel Autor(en) | Zusätzliche Informationen |
| (Zeitraum, Wochen auf Platz eins, Interpret, Titel, Autor[en], zusätzliche Informationen) |                                       |                                            | | |
| 27. Dezember 2020 – 2. Januar 2021 1 Woche (insgesamt 17) | 17                                    | Mariah Carey                               | All I Want for Christmas Is You Walter N. Afanasieff, Mariah Carey | – |
| 3. Januar 2021 – 16. Januar 2021 2 Wochen (insgesamt 8) | 8                                     | 24kGoldn feat. Iann Dior                   | Mood Keegan C. Bach, Omer Fedi, Golden Landis von Jones, Michael Olmo, Blake Slatkin                                                                                  | – |
| 17. Januar 2021 – 13. März 2021 8 Wochen | 8                                     | Olivia Rodrigo                             | Drivers License Daniel Leonard Nigro, Olivia Rodrigo | – |
| 14. März 2021 – 20. März 2021 1 Woche | 1                                     | Drake                                      | What’s Next Maneesh Bidaye, Jonathan DeMario Priester, Aubrey Graham                                                                                                  | Für Drake ist es bereits der achte Nummer-eins-Hit in den USA. |
| 21. März 2021 – 27. März 2021 1 Woche | 1                                     | Cardi B                                    | Up Belcalis Almanzar, Jorden Thorpe, James Deon Steed, Joshua Baker, Edis Selmani                                                                                     | Für Cardi B ist es bereits der fünfte Nummer-eins-Hit in den USA. |
| 28. März 2021 – 3. April 2021 1 Woche | 1                                     | Justin Bieber feat. Daniel Caesar & Giveon | Peaches Justin Bieber, Ashton Simmonds, Giveon Evans, Andrew Watt, Louis Bell, Bernard "Harv" Harvey, Luis Martinez Jr.                                               | Für Justin Bieber ist es bereits der siebte Nummer-eins-Hit in den USA. Zudem ist er der erste männliche Solokünstler und der dritte Interpret überhaupt, dem es gelang, in derselben Woche mit einer Single und einem Album direkt auf Platz 1 einzusteigen. Daniel Caesar und Giveon stehen jeweils zum ersten Mal an der Spitze der Charts. |
| 4. April 2021 – 10. April 2021 1 Woche | 1                                     | Lil Nas X                                  | Montero (Call Me by Your Name) Montero Hill, Denzel Baptiste, David Biral, Omer Fedi, Rosario Lenzo                                                                   | Für Lil Nas X ist es bereits der zweite Nummer-eins-Hit in den USA. |
| 11. April 2021 – 17. April 2021 1 Woche (insgesamt 2) | 2                                     | Silk Sonic                                 | Leave the Door Open Bruno Mars, Brandon Anderson, Dernst Emile II, Christopher Brody Brown                                                                            | Für Bruno Mars ist Leave the Door Open bereits die achte Nummer-eins-Single, für seinen musikalischen Partner Anderson Paak die erste. |
| 18. April 2021 – 1. Mai 2021 2 Wochen | 2                                     | Polo G                                     | Rapstar Taurus Bartlett, Einer Bankz, Synco | – |
| 2. Mai 2021 – 15. Mai 2021 2 Wochen | 2                                     | The Weeknd & Ariana Grande                 | Save Your Tears (Remix) Abel Tesfaye, Ahmad Balshe, Jason Quenneville, Max Martin, Oscar Holter, Ariana Grande                                                        | Sowohl für The Weeknd als auch für Ariana Grande ist es bereits der sechste Nummer-eins-Hit in den USA. |
| 16. Mai 2021 – 22. Mai 2021 1 Woche (insgesamt 2) | 2                                     | Silk Sonic                                 | Leave the Door Open Bruno Mars, Brandon Anderson, Dernst Emile II, Christopher Brody Brown                                                                            | – |
| 23. Mai 2021 – 29. Mai 2021 1 Woche | 1                                     | Olivia Rodrigo                             | Good 4 U Olivia Rodrigo, Dan Nigro | Für Olivia Rodrigo ist es bereits der zweite Nummer-eins-Hit in den USA sowohl im Jahre 2021 als auch insgesamt. |
| 30. Mai 2021 – 17. Juli 2021 7 Wochen (insgesamt 10) | 10                                    | BTS                                        | Butter Jenna Andrews, Rob Grimaldi, Stephen Kirk, RM, Alex Bilowitz, Sebastian Garcia, Ron Perry                                                                      | Für BTS ist es bereits der vierte Nummer-eins-Hit in den USA. Mit zehn Wochen an der Chartspitze ist Butter in dieser Hinsicht der erfolgreichste Nummer-eins-Hit des Jahres. |
| 18. Juli 2021 – 24. Juli 2021 1 Woche | 1                                     | BTS                                        | Permission to Dance Ed Sheeran, Johnny McDaid, Steve Mac, Jenna Andrews                                                                                               | Für BTS ist es bereits der fünfte Nummer-eins-Hit in den USA sowie der zweite im Jahre 2021. Dadurch, dass die Boyband mit Permission to Dance den mehrwöchigen Nummer-eins-Lauf ihrer eigenen Single Butter unterbrach, wurde sie zum ersten Interpreten der Geschichte, der sich in aufeinanderfolgenden Wochen wiederholt selbst von der Spitzenposition ablöste. |
| 25. Juli 2021 – 7. August 2021 2 Wochen (insgesamt 10) | 10                                    | BTS                                        | Butter Jenna Andrews, Rob Grimaldi, Stephen Kirk, RM, Alex Bilowitz, Sebastian Garcia, Ron Perry                                                                      | – |
| 8. August 2021 – 4. September 2021 4 Wochen (insgesamt 7) | 7                                     | The Kid Laroi & Justin Bieber              | Stay Charlton Kenneth Jeffrey Howard, Justin Drew Bieber, Blake Slatkin, Charlie Puth, Magnus August Høiberg, Michael Mulé, Isaac De Boni, Omer Fedi, Subhaan Rahmaan | Für Justin Bieber ist es bereits der achte Nummer-eins-Hit in den USA sowie der zweite im Jahre 2021. The Kid Laroi steht zum ersten Mal an der Spitze der amerikanischen Charts. |
| 5. September 2021 – 11. September 2021 1 Woche (insgesamt 10) | 10                                    | BTS                                        | Butter Jenna Andrews, Rob Grimaldi, Stephen Kirk, RM, Alex Bilowitz, Sebastian Garcia, Ron Perry                                                                      | – |
| 12. September 2021 – 18. September 2021 1 Woche | 1                                     | Drake feat. Future & Young Thug            | Way 2 Sexy Aubrey Graham, Nayvadius Wilburn, Jeffery Williams, Bryan Simmons, Lesidney Ragland, Fred Fairbrass, Richard Fairbrass, Robert Manzoli                     | Für Drake ist es bereits der neunte Nummer-eins-Hit in den USA sowie der zweite im Jahre 2021. Young Thug steht zum dritten Mal insgesamt an der Spitze; Future landet zum ersten Mal auf Platz eins. |
| 19. September 2021 – 2. Oktober 2021 2 Wochen (insgesamt 7) | 7                                     | The Kid Laroi & Justin Bieber              | Stay Charlton Kenneth Jeffrey Howard, Justin Drew Bieber, Blake Slatkin, Charlie Puth, Magnus August Høiberg, Michael Mulé, Isaac De Boni, Omer Fedi, Subhaan Rahmaan | – |
| 3. Oktober 2021 – 9. Oktober 2021 1 Woche | 1                                     | Coldplay & BTS                             | My Universe Guy Berryman, Jonny Buckland, Will Champion, Chris Martin, Max Martin, Oscar Holter, Bill Rahko, Suga, J-Hope, RM                                         | Für BTS ist es bereits der sechste Nummer-eins-Hit in den USA sowie der dritte im Jahre 2021. Coldplay stehen zum zweiten Mal insgesamt an der Spitze der Charts. |
| 10. Oktober 2021 – 16. Oktober 2021 1 Woche (insgesamt 7) | 7                                     | The Kid Laroi & Justin Bieber              | Stay Charlton Kenneth Jeffrey Howard, Justin Drew Bieber, Blake Slatkin, Charlie Puth, Magnus August Høiberg, Michael Mulé, Isaac De Boni, Omer Fedi, Subhaan Rahmaan | – |
| 17. Oktober 2021 – 23. Oktober 2021 1 Woche | 1                                     | Lil Nas X & Jack Harlow                    | Industry Baby Montero Hill, Jackman Harlow, Mark Williams, Raul Cubina, Roy Lenzo, Denzel Baptiste, David Biral, Kanye West, Nick Lee                                 | Für Lil Nas X ist es bereits der dritte Nummer-eins-Hit in den USA sowie der zweite im Jahre 2021. Jack Harlow steht zum ersten Mal an der Spitze der Charts. |
| 24. Oktober 2021 – 20. November 2021 4 Wochen (insgesamt 10) | 10                                    | Adele                                      | Easy on Me Gregory Allen Kurstin, Adele Laurie Blue Adkins | Für Adele ist es bereits der fünfte Nummer-eins-Hit in den USA. Zudem wurde sie zum ersten Interpreten, der sowohl zwei Singles als auch zwei Alben mindestens zehn Wochen an der Spitze der Charts halten konnte. |
| 21. November 2021 – 27. November 2021 1 Woche | 1                                     | Taylor Swift                               | All Too Well (Taylor’s Version) Taylor Alison Swift, Liz Rose | Während All Too Well in seiner 2012 erschienenen Originalversion nur Platz 80 der Billboard Hot 100 erreichte, wurde die Neuaufnahme der bereits achte Nummer-eins-Hit für Taylor Swift in den USA. Mit einer Dauer von 10:13 Minuten in der für die Platzierung hauptsächlich verantwortlichen Langfassung ist sie der längste US-Spitzenreiter aller Zeiten. Zudem gelang es Swift als erstem Interpreten der Geschichte dreimal, in derselben Woche mit einem Song und einem Album auf Platz 1 zu debütieren. |
| 28. November 2021 – 18. Dezember 2021 3 Wochen (insgesamt 10) | 10                                    | Adele                                      | Easy on Me Gregory Allen Kurstin, Adele Laurie Blue Adkins | – |
| 19. Dezember 2021 – 8. Januar 2022 3 Wochen (insgesamt 17) | 17                                    | Mariah Carey                               | All I Want for Christmas Is You Walter N. Afanasieff, Mariah Carey | – |

## Alben
| ← 2020 ← | Liste der Nummer-eins-Alben in den USA | Liste der Nummer-eins-Alben in den USA | Liste der Nummer-eins-Alben in den USA | 2022 → |
| \| Zeitraum \| Wo. ges. \| Interpret \| Titel \| Zusätzliche Informationen \| \| (Zeitraum, Wochen auf Platz eins, Interpret, Titel, zusätzliche Informationen) \| \| \| \| \| \| ------------------------------------------------------------------------------ \| -------- \| ------------------------------- \| --------------------------- \| ---------------------------------------------------------------------------------------------------------------------------------------------------------------------------------------------------------------------------------------------------------------------------------------------------------------------------------------- \| \| 20. Dezember 2020 – 2. Januar 2021 2 Wochen (insgesamt 4) \| 4 \| Taylor Swift \| Evermore \| – \| \| 3. Januar 2021 – 9. Januar 2021 1 Woche \| 1 \| Playboi Carti \| Whole Lotta Red \| – \| \| 10. Januar 2021 – 16. Januar 2021 1 Woche (insgesamt 4) \| 4 \| Taylor Swift \| Evermore \| – \| \| 17. Januar 2021 – 27. März 2021 10 Wochen \| 10 \| Morgan Wallen \| Dangerous: The Double Album \| – \| \| 28. März 2021 – 3. April 2021 1 Woche (insgesamt 2) \| 2 \| Justin Bieber \| Justice \| Für Justin Bieber ist es bereits das achte Nummer-eins-Album in den USA. Zudem ist er der erste männliche Solokünstler und der dritte Interpret überhaupt, dem es gelang, in derselben Woche mit einer Single und einem Album direkt auf Platz 1 einzusteigen.[4] \| \| 4. April 2021 – 10. April 2021 1 Woche \| 1 \| Rod Wave \| SoulFly \| – \| \| 11. April 2021 – 17. April 2021 1 Woche (insgesamt 2) \| 2 \| Justin Bieber \| Justice \| – \| \| 18. April 2021 – 24. April 2021 1 Woche (insgesamt 2) \| 2 \| Taylor Swift \| Fearless (Taylor’s Version) \| Wie bereits die Originalversion erreichte die Neuaufnahme von Taylor Swifts zweitem Studioalbum Fearless die Spitze der Charts. Für Taylor Swift ist es bereits das neunte Nummer-eins-Album. \| \| 25. April 2021 – 1. Mai 2021 1 Woche \| 1 \| YSL Records, Young Thug & Gunna \| Slime Language 2 \| – \| \| 2. Mai 2021 – 8. Mai 2021 1 Woche (insgesamt 2) \| 2 \| Moneybagg Yo \| A Gangsta’s Pain \| – \| \| 9. Mai 2021 – 15. Mai 2021 1 Woche \| 1 \| DJ Khaled \| Khaled Khaled \| – \| \| 16. Mai 2021 – 22. Mai 2021 1 Woche (insgesamt 2) \| 2 \| Moneybagg Yo \| A Gangsta’s Pain \| – \| \| 23. Mai 2021 – 29. Mai 2021 1 Woche \| 1 \| J. Cole \| The Off-Season \| – \| \| 30. Mai 2021 – 5. Juni 2021 1 Woche (insgesamt 5) \| 5 \| Olivia Rodrigo \| Sour \| – \| \| 6. Juni 2021 – 12. Juni 2021 1 Woche (insgesamt 4) \| 4 \| Taylor Swift \| Evermore \| – \| \| 13. Juni 2021 – 19. Juni 2021 1 Woche \| 1 \| Lil Baby & Lil Durk \| The Voice of the Heroes \| – \| \| 20. Juni 2021 – 26. Juni 2021 1 Woche \| 1 \| Polo G \| Hall of Fame \| – \| \| 27. Juni 2021 – 3. Juli 2021 1 Woche (insgesamt 5) \| 5 \| Olivia Rodrigo \| Sour \| – \| \| 4. Juli 2021 – 10. Juli 2021 1 Woche (insgesamt 2) \| 2 \| Tyler, the Creator \| Call Me If You Get Lost \| – \| \| 11. Juli 2021 – 24. Juli 2021 2 Wochen (insgesamt 5) \| 5 \| Olivia Rodrigo \| Sour \| – \| \| 25. Juli 2021 – 31. Juli 2021 1 Woche \| 1 \| Pop Smoke \| Faith \| – \| \| 1. August 2021 – 7. August 2021 1 Woche \| 1 \| The Kid Laroi \| F*ck Love \| – \| \| 8. August 2021 – 28. August 2021 3 Wochen \| 3 \| Billie Eilish \| Happier Than Ever \| – \| \| 29. August 2021 – 4. September 2021 1 Woche (insgesamt 5) \| 5 \| Olivia Rodrigo \| Sour \| – \| \| 5. September 2021 – 11. September 2021 1 Woche \| 1 \| Kanye West \| Donda \| – \| \| 12. September 2021 – 2. Oktober 2021 3 Wochen (insgesamt 5) \| 5 \| Drake \| Certified Lover Boy \| – \| \| 3. Oktober 2021 – 9. Oktober 2021 1 Woche \| 1 \| YoungBoy Never Broke Again \| Sincerely, Kentrell \| – \| \| 10. Oktober 2021 – 16. Oktober 2021 1 Woche (insgesamt 2) \| 2 \| Taylor Swift \| Fearless (Taylor’s Version) \| – \| \| 17. Oktober 2021 – 23. Oktober 2021 1 Woche (insgesamt 5) \| 5 \| Drake \| Certified Lover Boy \| – \| \| 24. Oktober 2021 – 30. Oktober 2021 1 Woche \| 1 \| Young Thug \| Punk \| – \| \| 31. Oktober 2021 – 6. November 2021 1 Woche (insgesamt 5) \| 5 \| Drake \| Certified Lover Boy \| – \| \| 7. November 2021 – 13. November 2021 1 Woche \| 1 \| Ed Sheeran \| = \| – \| \| 14. November 2021 – 20. November 2021 1 Woche \| 1 \| Summer Walker \| Still Over It \| – \| \| 21. November 2021 – 27. November 2021 1 Woche \| 1 \| Taylor Swift \| Red (Taylor’s Version) \| Wie bereits die Originalversion erreichte die Neuaufnahme von Taylor Swifts viertem Studioalbum Red die Spitze der Charts. Für Taylor Swift ist es bereits das zehnte Nummer-eins-Album. Zudem gelang es ihr als erstem Interpreten der Geschichte dreimal, in derselben Woche mit einem Song und einem Album auf Platz 1 zu debütieren. \| \| 28. November 2021 – 8. Januar 2022 6 Wochen \| 6 \| Adele \| 30 \| – \| |                                        |                                        |                                        | |
| ← 2020 |                                        |                                        |                                        | → 2022 → |
| Zeitraum | Wo. ges.                               | Interpret                              | Titel                                  | Zusätzliche Informationen |
| (Zeitraum, Wochen auf Platz eins, Interpret, Titel, zusätzliche Informationen) |                                        |                                        |                                        | |
| 20. Dezember 2020 – 2. Januar 2021 2 Wochen (insgesamt 4) | 4                                      | Taylor Swift                           | Evermore                               | – |
| 3. Januar 2021 – 9. Januar 2021 1 Woche | 1                                      | Playboi Carti                          | Whole Lotta Red                        | – |
| 10. Januar 2021 – 16. Januar 2021 1 Woche (insgesamt 4) | 4                                      | Taylor Swift                           | Evermore                               | – |
| 17. Januar 2021 – 27. März 2021 10 Wochen | 10                                     | Morgan Wallen                          | Dangerous: The Double Album            | – |
| 28. März 2021 – 3. April 2021 1 Woche (insgesamt 2) | 2                                      | Justin Bieber                          | Justice                                | Für Justin Bieber ist es bereits das achte Nummer-eins-Album in den USA. Zudem ist er der erste männliche Solokünstler und der dritte Interpret überhaupt, dem es gelang, in derselben Woche mit einer Single und einem Album direkt auf Platz 1 einzusteigen.                                                                           |
| 4. April 2021 – 10. April 2021 1 Woche | 1                                      | Rod Wave                               | SoulFly                                | – |
| 11. April 2021 – 17. April 2021 1 Woche (insgesamt 2) | 2                                      | Justin Bieber                          | Justice                                | – |
| 18. April 2021 – 24. April 2021 1 Woche (insgesamt 2) | 2                                      | Taylor Swift                           | Fearless (Taylor’s Version)            | Wie bereits die Originalversion erreichte die Neuaufnahme von Taylor Swifts zweitem Studioalbum Fearless die Spitze der Charts. Für Taylor Swift ist es bereits das neunte Nummer-eins-Album. |
| 25. April 2021 – 1. Mai 2021 1 Woche | 1                                      | YSL Records, Young Thug & Gunna        | Slime Language 2                       | – |
| 2. Mai 2021 – 8. Mai 2021 1 Woche (insgesamt 2) | 2                                      | Moneybagg Yo                           | A Gangsta’s Pain                       | – |
| 9. Mai 2021 – 15. Mai 2021 1 Woche | 1                                      | DJ Khaled                              | Khaled Khaled                          | – |
| 16. Mai 2021 – 22. Mai 2021 1 Woche (insgesamt 2) | 2                                      | Moneybagg Yo                           | A Gangsta’s Pain                       | – |
| 23. Mai 2021 – 29. Mai 2021 1 Woche | 1                                      | J. Cole                                | The Off-Season                         | – |
| 30. Mai 2021 – 5. Juni 2021 1 Woche (insgesamt 5) | 5                                      | Olivia Rodrigo                         | Sour                                   | – |
| 6. Juni 2021 – 12. Juni 2021 1 Woche (insgesamt 4) | 4                                      | Taylor Swift                           | Evermore                               | – |
| 13. Juni 2021 – 19. Juni 2021 1 Woche | 1                                      | Lil Baby & Lil Durk                    | The Voice of the Heroes                | – |
| 20. Juni 2021 – 26. Juni 2021 1 Woche | 1                                      | Polo G                                 | Hall of Fame                           | – |
| 27. Juni 2021 – 3. Juli 2021 1 Woche (insgesamt 5) | 5                                      | Olivia Rodrigo                         | Sour                                   | – |
| 4. Juli 2021 – 10. Juli 2021 1 Woche (insgesamt 2) | 2                                      | Tyler, the Creator                     | Call Me If You Get Lost                | – |
| 11. Juli 2021 – 24. Juli 2021 2 Wochen (insgesamt 5) | 5                                      | Olivia Rodrigo                         | Sour                                   | – |
| 25. Juli 2021 – 31. Juli 2021 1 Woche | 1                                      | Pop Smoke                              | Faith                                  | – |
| 1. August 2021 – 7. August 2021 1 Woche | 1                                      | The Kid Laroi                          | F*ck Love                              | – |
| 8. August 2021 – 28. August 2021 3 Wochen | 3                                      | Billie Eilish                          | Happier Than Ever                      | – |
| 29. August 2021 – 4. September 2021 1 Woche (insgesamt 5) | 5                                      | Olivia Rodrigo                         | Sour                                   | – |
| 5. September 2021 – 11. September 2021 1 Woche | 1                                      | Kanye West                             | Donda                                  | – |
| 12. September 2021 – 2. Oktober 2021 3 Wochen (insgesamt 5) | 5                                      | Drake                                  | Certified Lover Boy                    | – |
| 3. Oktober 2021 – 9. Oktober 2021 1 Woche | 1                                      | YoungBoy Never Broke Again             | Sincerely, Kentrell                    | – |
| 10. Oktober 2021 – 16. Oktober 2021 1 Woche (insgesamt 2) | 2                                      | Taylor Swift                           | Fearless (Taylor’s Version)            | – |
| 17. Oktober 2021 – 23. Oktober 2021 1 Woche (insgesamt 5) | 5                                      | Drake                                  | Certified Lover Boy                    | – |
| 24. Oktober 2021 – 30. Oktober 2021 1 Woche | 1                                      | Young Thug                             | Punk                                   | – |
| 31. Oktober 2021 – 6. November 2021 1 Woche (insgesamt 5) | 5                                      | Drake                                  | Certified Lover Boy                    | – |
| 7. November 2021 – 13. November 2021 1 Woche | 1                                      | Ed Sheeran                             | =                                      | – |
| 14. November 2021 – 20. November 2021 1 Woche | 1                                      | Summer Walker                          | Still Over It                          | – |
| 21. November 2021 – 27. November 2021 1 Woche | 1                                      | Taylor Swift                           | Red (Taylor’s Version)                 | Wie bereits die Originalversion erreichte die Neuaufnahme von Taylor Swifts viertem Studioalbum Red die Spitze der Charts. Für Taylor Swift ist es bereits das zehnte Nummer-eins-Album. Zudem gelang es ihr als erstem Interpreten der Geschichte dreimal, in derselben Woche mit einem Song und einem Album auf Platz 1 zu debütieren. |
| 28. November 2021 – 8. Januar 2022 6 Wochen | 6                                      | Adele                                  | 30                                     | – |

## Jahreshitparaden
| ← 2020 ← | Liste der Nummer-eins-Hits in den USA | Liste der Nummer-eins-Hits in den USA           | Liste der Nummer-eins-Hits in den USA | 2022 →   |
| \| Singles \| Position# \| Alben \| \| ------------------------------------------------------------------------------------------------------------------------------------------------------------------ \| --------- \| ----------------------------------------------- \| \| Levitating Dua Lipa Dua Lipa, Clarence Coffee Jr., Sarah Hudson, Stephen Kozmeniuk \| 1 \| Dangerous: The Double Album Morgan Wallen \| \| Save Your Tears (Remix) The Weeknd & Ariana Grande Abel Tesfaye, Ahmad Balshe, Jason Quenneville, Max Martin, Oscar Holter, Ariana Grande \| 2 \| Sour Olivia Rodrigo \| \| Blinding Lights The Weeknd Abel Tesfaye, Ahmad Balshe, Jason Quenneville, Max Martin, Oscar Holter \| 3 \| Shoot for the Stars, Aim for the Moon Pop Smoke \| \| Mood 24kGoldn feat. Iann Dior Keegan C. Bach, Omer Fedi, Golden Landis von Jones, Michael Olmo, Blake Slatkin \| 4 \| Evermore Taylor Swift \| \| Good 4 U Olivia Rodrigo , Daniel Leonard Nigro \| 5 \| Certified Lover Boy Drake \| \| Kiss Me More Doja Cat feat. SZA Amala Dlamini, Lukasz Gottwald, Solána Rowe, Stephen Kipner, Terry Shaddick \| 6 \| Fuck Love The Kid Laroi \| \| Leave the Door Open Silk Sonic (Bruno Mars & Anderson .Paak) Bruno Mars, Brandon Anderson, Dernst Emile II, Christopher Brody Brown \| 7 \| What You See Is What You Get Luke Combs \| \| Drivers License Olivia Rodrigo Daniel Leonard Nigro, Olivia Rodrigo \| 8 \| Positions Ariana Grande \| \| Montero (Call Me by Your Name) Lil Nas X Montero Hill, Denzel Baptiste, David Biral, Omer Fedi, Rosario Lenzo \| 9 \| Future Nostalgia Dua Lipa \| \| Peaches Justin Bieber feat. Daniel Caesar & Giveon Justin Bieber, Ashton Simmonds, Giveon Evans, Andrew Watt, Louis Bell, Bernard "Harv" Harvey, Luis Martinez Jr. \| 10 \| My Turn Lil Baby \| |                                       |                                                 |                                       |          |
| ← 2020 |                                       |                                                 |                                       | → 2022 → |
| Singles | Position#                             | Alben                                           |                                       |          |
| Levitating Dua Lipa Dua Lipa, Clarence Coffee Jr., Sarah Hudson, Stephen Kozmeniuk | 1                                     | Dangerous: The Double Album Morgan Wallen       |                                       |          |
| Save Your Tears (Remix) The Weeknd & Ariana Grande Abel Tesfaye, Ahmad Balshe, Jason Quenneville, Max Martin, Oscar Holter, Ariana Grande | 2                                     | Sour Olivia Rodrigo                             |                                       |          |
| Blinding Lights The Weeknd Abel Tesfaye, Ahmad Balshe, Jason Quenneville, Max Martin, Oscar Holter | 3                                     | Shoot for the Stars, Aim for the Moon Pop Smoke |                                       |          |
| Mood 24kGoldn feat. Iann Dior Keegan C. Bach, Omer Fedi, Golden Landis von Jones, Michael Olmo, Blake Slatkin | 4                                     | Evermore Taylor Swift                           |                                       |          |
| Good 4 U Olivia Rodrigo , Daniel Leonard Nigro | 5                                     | Certified Lover Boy Drake                       |                                       |          |
| Kiss Me More Doja Cat feat. SZA Amala Dlamini, Lukasz Gottwald, Solána Rowe, Stephen Kipner, Terry Shaddick | 6                                     | Fuck Love The Kid Laroi                         |                                       |          |
| Leave the Door Open Silk Sonic (Bruno Mars & Anderson .Paak) Bruno Mars, Brandon Anderson, Dernst Emile II, Christopher Brody Brown | 7                                     | What You See Is What You Get Luke Combs         |                                       |          |
| Drivers License Olivia Rodrigo Daniel Leonard Nigro, Olivia Rodrigo | 8                                     | Positions Ariana Grande                         |                                       |          |
| Montero (Call Me by Your Name) Lil Nas X Montero Hill, Denzel Baptiste, David Biral, Omer Fedi, Rosario Lenzo | 9                                     | Future Nostalgia Dua Lipa                       |                                       |          |
| Peaches Justin Bieber feat. Daniel Caesar & Giveon Justin Bieber, Ashton Simmonds, Giveon Evans, Andrew Watt, Louis Bell, Bernard "Harv" Harvey, Luis Martinez Jr. | 10                                    | My Turn Lil Baby                                |                                       |          |